# El Roure (els Masos)
El Roure havia estat un poble de l'actual terme del municipi dels Masos, a la comarca del Conflent, de la Catalunya del Nord.
Sembla que era el nucli més important del dispers municipi dels Masos quan fou destruït el 1632 per una esllavissada de terres causada per filtracions d'aigua de resultes de grans pluges. En conserva el record el rierol del mateix nom i les restes de l'església.
Estava situat ran del Còrrec del Roure, a l'entorn del lloc on hi ha encara avui dia el mas d'aquest mateix nom. Hi ha les restes de l'església de la Mare de Déu del Roure.

## Església de la Mare de Déu del Roure
Alguns trossos de murs testimonien en l'actualitat el passat de l'antiga església parroquial de la Mare de Déu del Roure, del segle xiii i destruïda a la maltempsada del 1632. La seva existència és documentada ja el 1180, quan Guillem d'Eus li llegà sis sous. A finals del segle XVI el Roure era situat, igual que els pobles d'Avellanet, Llonat i Joncet (els Masos), al municipi de Marqueixanes.
Era de nau única amb volta de canó, rematada a llevant per un absis amb cúpula de quart d'esfera. Del seu mobiliari n'han sobreviscut la marededéu de Nostra Senyora i l'Infant, del segle xvi, així com una imatge de sant Domènec, del segle xv, que es conserven a l'església parroquial de la Nativitat, a Llonat, que la reemplaçà el 1636.